# دریاچه بیلقیلداق
دریاچه بیلقیلداق (قزاقی: Былқылдақ) یک دریاچه آب شور در استان پاولودار کشور قزاقستان است.